# Wetenschapsmuseum
Een wetenschapsmuseum is een museum waarin de ontwikkeling van een wetenschap getoond wordt. Vaak betreft dit de natuurwetenschap of de geneeskunde. Gespecialiseerde wetenschappelijke musea, zoals volkenkundige en natuurhistorische musea, worden meestal geen wetenschapsmuseum genoemd. Een voorbeeld van de laatste soort is Naturalis te Leiden.
Bekende wetenschapsmusea zijn Technopolis bij Mechelen, en het Teylers Museum te Haarlem dat tal van collecties en instrumenten uit voorbije eeuwen toont. Vele universiteiten bezitten collecties wetenschappelijke instrumenten die de ontwikkeling van de experimentele wetenschapsbeoefening, de geneeskunde en dergelijke weergeven. Ook academische genootschappen hebben soms belangrijke collecties wetenschappelijk materiaal aangelegd. Bekend is de collectie van het Koninklijk Zeeuwsch Genootschap der Wetenschappen, die uiteindelijk in het Zeeuws Museum is terechtgekomen.
Wetenschapsmusea kunnen ook de actuele situatie van de wetenschap uitleggen en begrijpelijk maken aan de bezoekers, vaak met behulp van experimenten. Dit zijn meestal musea die op populairwetenschappelijke wijze zaken uitleggen aan het publiek. Als zodanig presenteert bijvoorbeeld het Technorama te Winterthur zich. In Nederland is NEMO in Amsterdam een bekend voorbeeld van een wetenschapsmuseum gericht op scholieren uit primair en secundair onderwijs.
Het onderscheid tussen een wetenschapsmuseum en een techniekmuseum is niet scherp aan te geven, maar een techniekmuseum is in de regel meer toepassingsgericht, en  soms ook bedrijfsgericht. Vele musea zijn tussenvormen en presenteren zowel wetenschappelijke ontwikkelingen als technische toepassingen.